# Registry map rybí šupiny

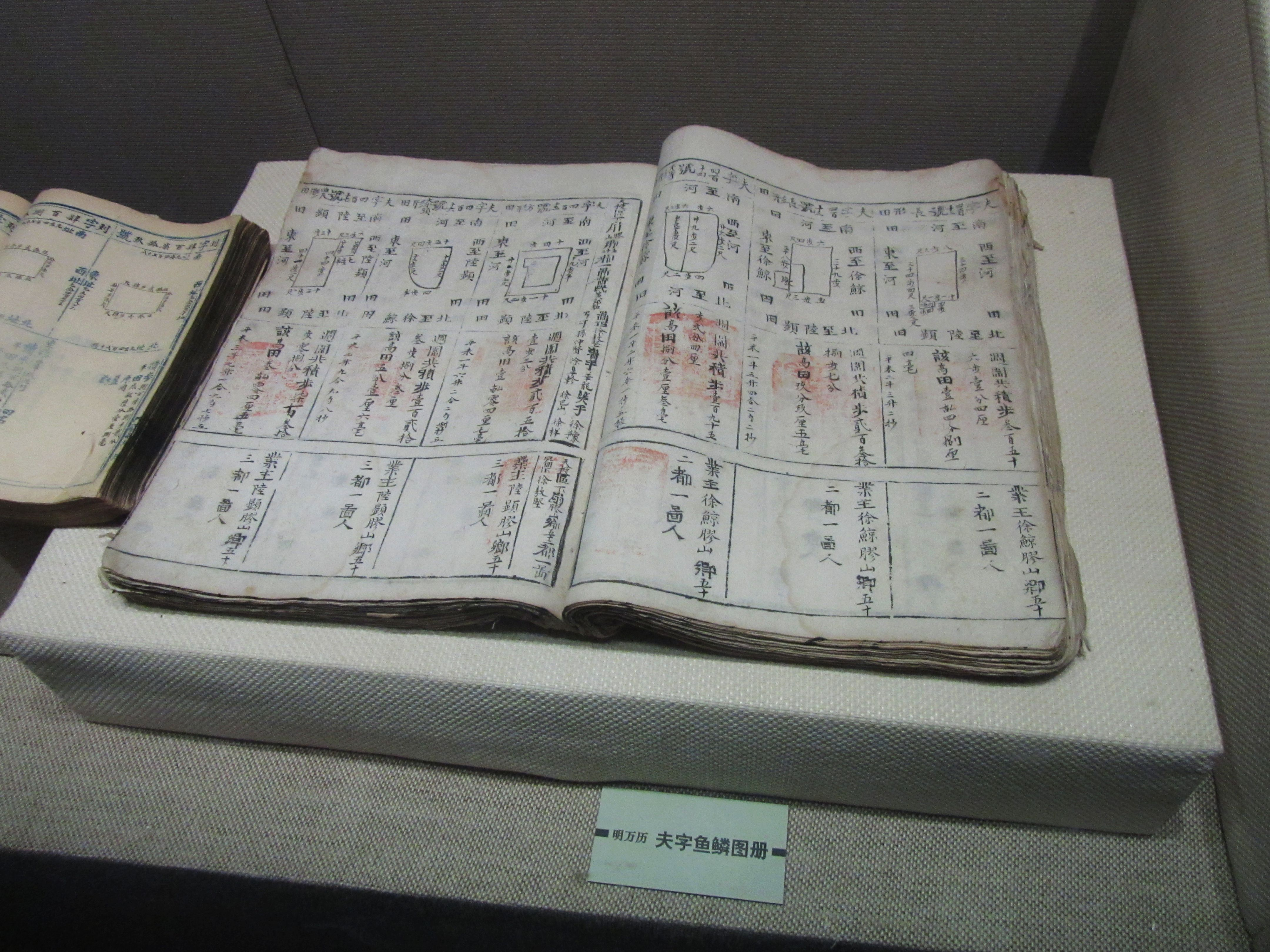
Ukázka Registrů map rybí šupiny éry Wan-li, uloženo v muzeu ve Wu-si

Registry map rybí šupiny (čínsky v českém přepisu Jü-lin tchu-cche, pchin-jinem Yúlín túcè, znaky zjednodušené 鱼鳞图册, tradiční 魚鱗圖冊) byly v Číně soubory katastrálních map sloužící k evidenci pozemků a jako podklad k daňové evidenci. Poprvé jsou doloženy ve 12. století, po celé zemi se rozšířily v mingském období, jejich význam přetrval do 20. století.

## Historie
Registry map rybí šupiny byly nazvané podle vzhledu map s vyznačenými čtverci polí, které připomínaly rybí kůži s šupinami. Katastrální mapy se tak nazývaly už koncem 12. století, nejstarší jsou doloženy ve Fu-ťienu, a byly používány i v jüanském období.

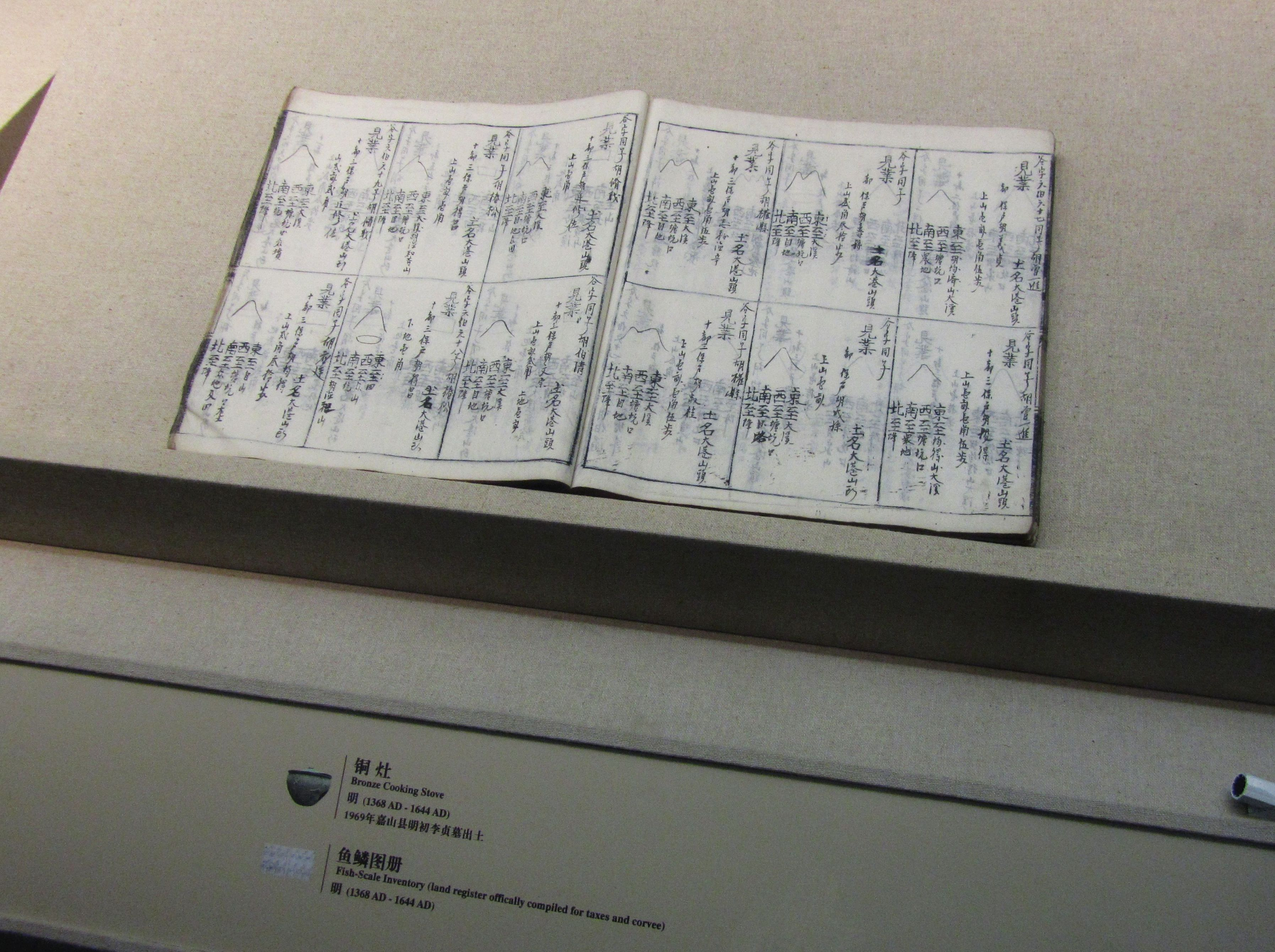
Ukázka Registrů map rybí šupiny

Po vzniku říše Ming se mapy rybí šupiny ve velkém měřítku doplňovaly a aktualizovaly, například roku 1368 byli za tímto účelem vysláni do západního Če-ťiangu studenti Státní univerzity. Celostátní aktualizace katastrálních zápisů proběhla roku 1387. V říši Ming byly vedle Žlutých registrů jednou ze dvou základních evidencí majetku obyvatelstva. Registry map rybí šupiny evidovaly kompletně pozemky té které vesnice, uvedeno bylo jméno vlastníka a rozloha i rozměry pozemku. Půda byla rozlišována na čtyři kategorie: zavlažovanou (tchien), suchou (ti), hory a kopce (šan) a mokřiny (tchang), někdy je autoři ještě dále členili na podkategorie. Nicméně mapy rybí šupiny nebylo možno použít pro výpočet daně poplatníka, protože mohl mít pozemky i jinde. K určení daní byly určeny Žluté registry (resp. evidence je nahrazující v pozdně mingském a čchingském období) informující o celkovém vlastnictví domácnosti. Oslabení vazby mezi zdaněním a katastrem oslabilo i zájem vlastníků na neregistrování pozemků. Navíc Žluté registry byly založeny na vyplňování formulářů vesnickými staršími, nikoliv úředníky, kdežto Registry map rybí šupiny byly sestavovány podle katastrálních měření prováděných úředními zaměstnanci přímo v terénu.
Registry obsahovaly mapu každé parcely a celkovou mapu pozemků patřících k vesnici. Bylo by proto obtížné vynechat jedno pole, nebo zkreslit jeho velikost, protože by vznikla „díra“ v mapě, případně nekonzistence v rozměrech sousedních pozemků. Vlastníci měli zájem na kvalitní evidenci i proto, že na podkladě Registrů map rybí šupiny byla vydávána potvrzení o vlastnictví, která měla rozhodný význam při eventuálních sporech o půdu. Registry map rybí šupiny byly proto spolehlivější a přesnější než daňové evidence typu Žlutých registrů.
Registry postupně ztrácely přesnost. Roku 1581 proto prosadil velký sekretář Čang Ťü-čeng, tehdy stojící v čele vlády, zpracování nového katastru. Tento katastr byl v detailnosti překonán až v moderními době a stal se základem pozdějších mingských a čchingských katastrů. Postupy při vyměřování a sestavování registrů byl nejdříve vyzkoušen a 16. prosince 1580 byl projekt oficiálně zahájen. Práce v letech 1581–1582 provedli speciálně vyškolení pracovníci, placeni z předem shromážděných fondů. Pod své listy se zpracovatelé podepisovali a případy zkreslování údajů byly přísně postihovány. Byla vyměřena pole, vyznačeny jejich hranice, vypočtena velikost, zaznamenáni vlastníci a nájemci. Kvůli brzké Čang Ťü-čengově smrti nedošlo k závěrečné sumarizaci údajů za celou zemi, nicméně na lokální úrovni akce splnila svůj účel.